# توني أودونيل
توني أودونيل (بالإنجليزية: Tony O'Donnell)‏ هو سياسي أمريكي، ولد في 7 مارس 1961 في هاريسبرج في الولايات المتحدة. حزبياً، نشط في الحزب الجمهوري. وقد انتخب عضو مجلس النواب لولاية ماريلند.